# Gruppo Bertone

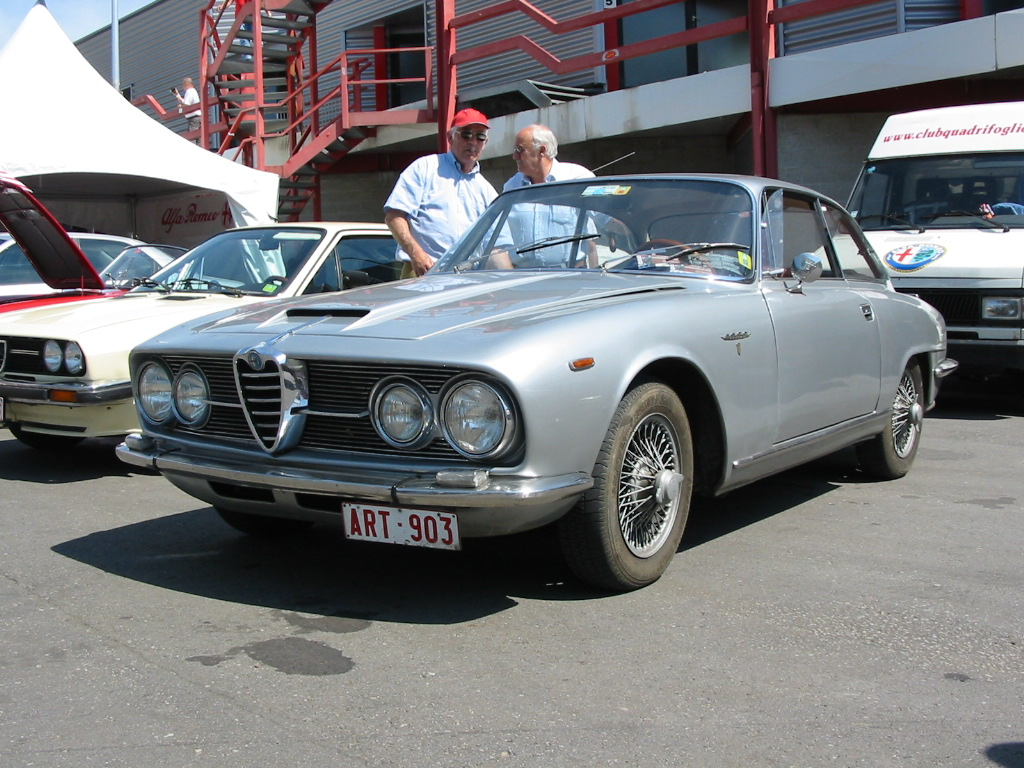
Alfa Romeo 2600 Sprint

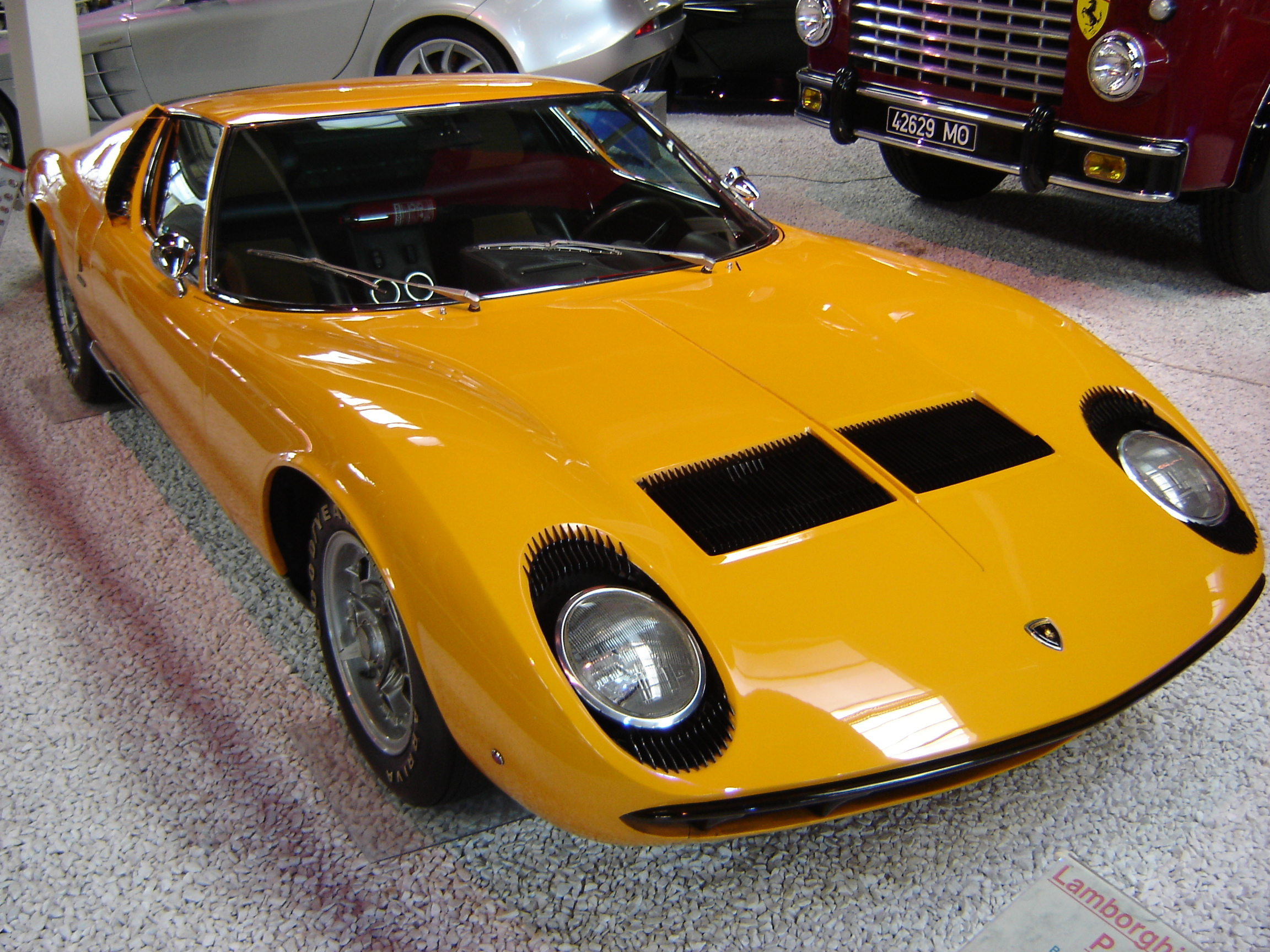
Lamborghini Miura

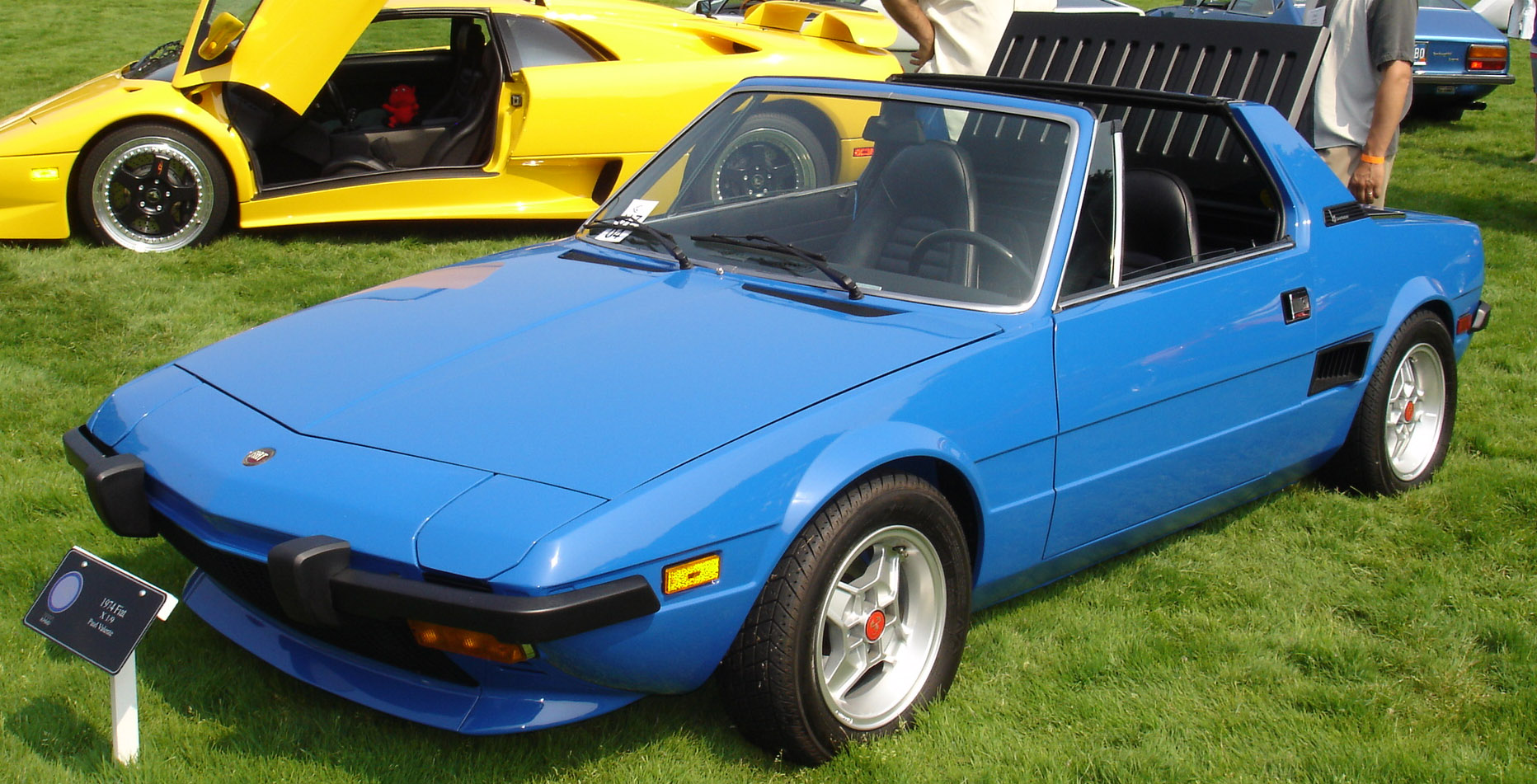
Fiat X1/9

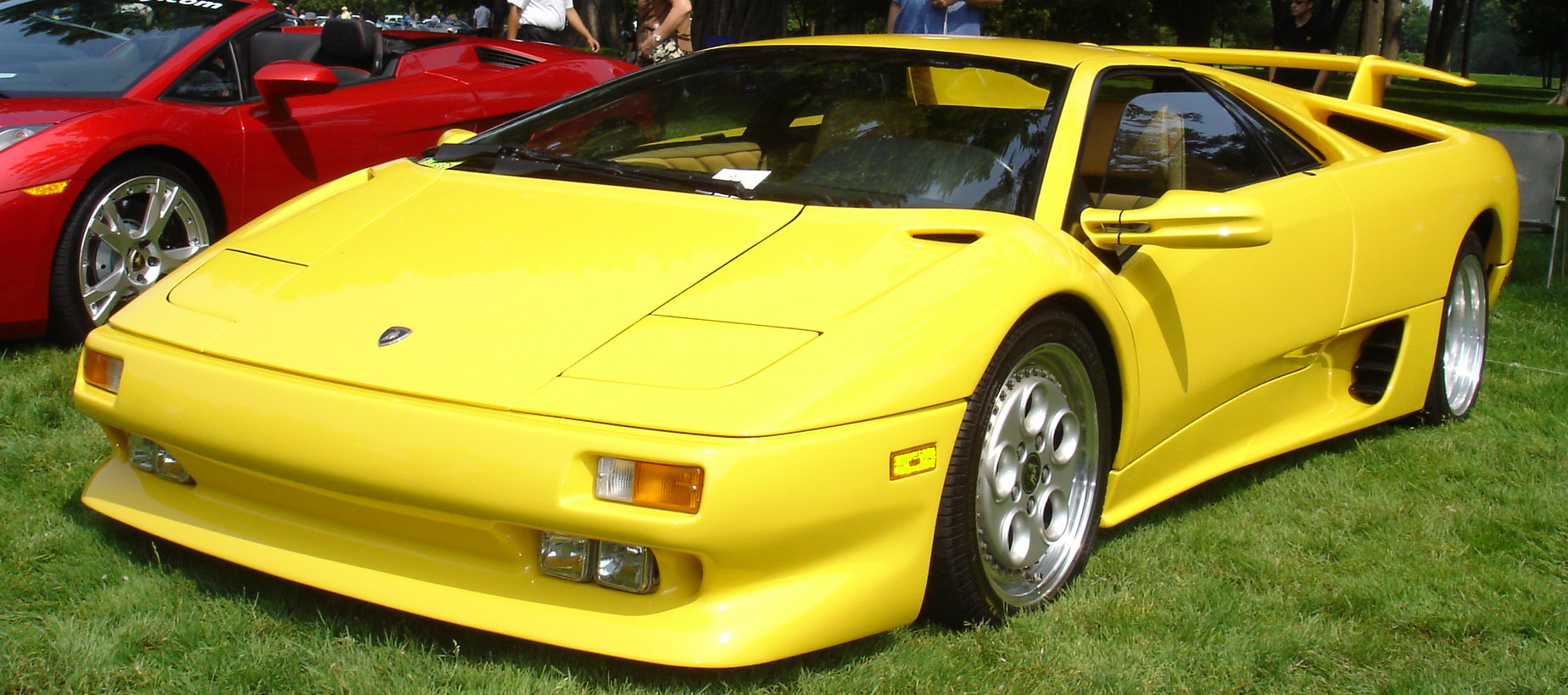
Lamborghini Diablo

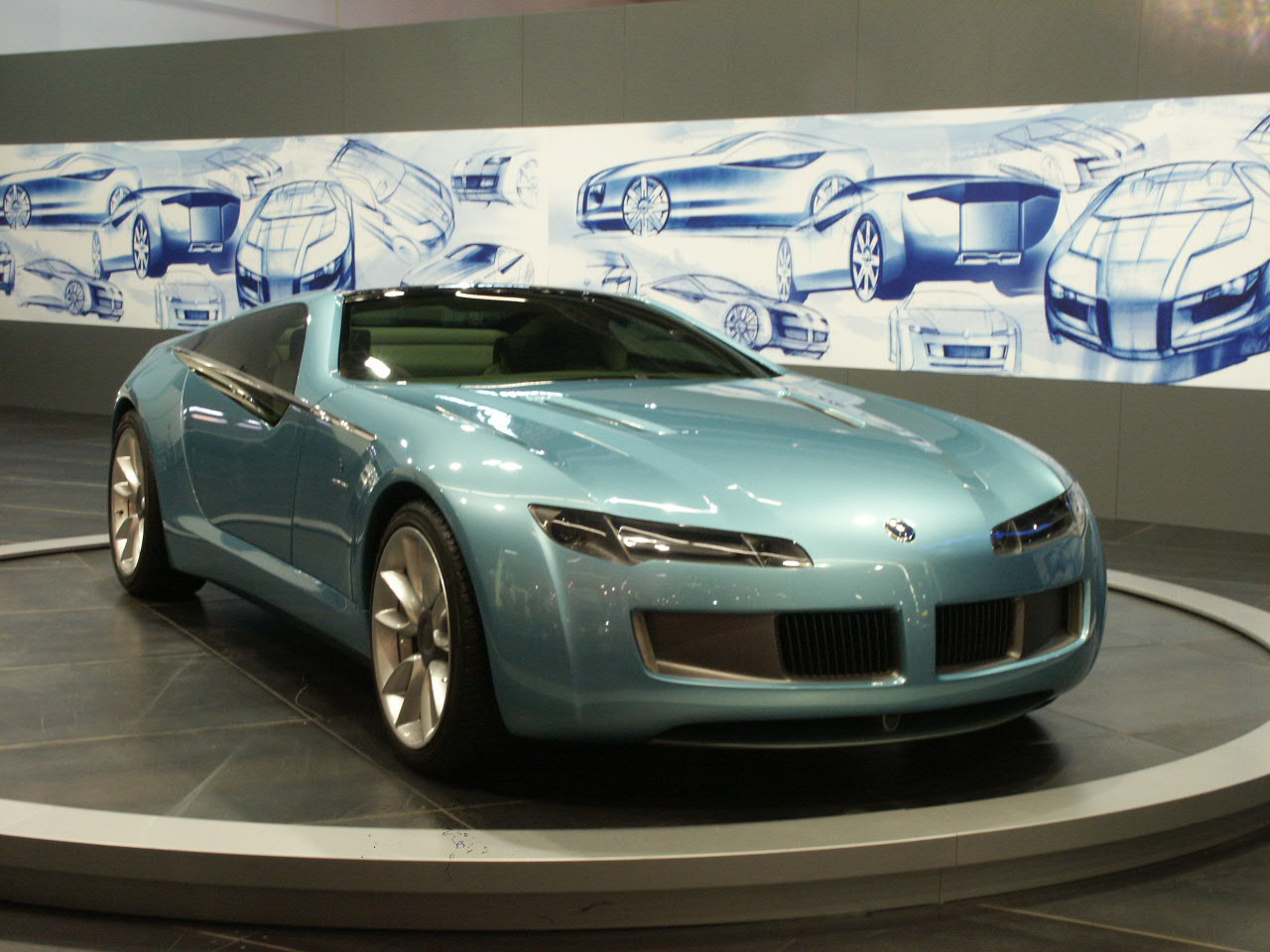
Bertone Birusa

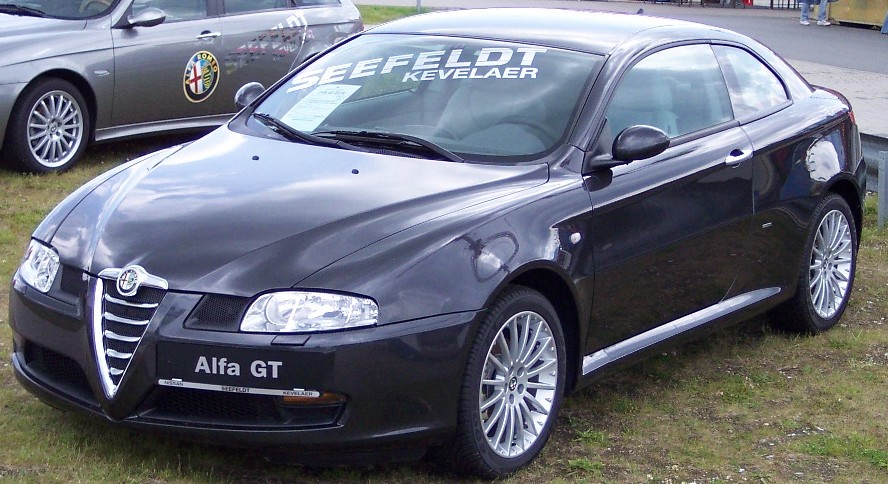
Alfa Romeo GT

Gruppo Bertone es una empresa italiana especializada en la fabricación de carrocerías y en el diseño de automóviles, que fue fundada por Giovanni Bertone en 1912. Sus servicios fueron contratados por marcas como Abarth, Alfa Romeo, Citroën, Ferrari, Fiat, Lancia, Lamborghini, Opel y Volvo, entre otras marcas. Además, también realizó el diseño de dos modelos para el fabricante de scooters Lambretta.

## Historia
La empresa fue fundada por Giovanni Bertone en Turín en 1912, originalmente con el nombre de Carrozzeria Bertone. En 1933 el hijo de Giovanni Bertone, Giuseppe Bertone, más conocido por su apodo "Nuccio", comenzó a trabajar en la empresa. 
Después del final de la Segunda Guerra Mundial, Bertone pasó a ser dirigida por Nuccio Bertone. La empresa fue dividida en dos unidades. Una denominada Carrozzeria Bertone responsable de la construcción de automóviles y Stile Bertone responsable de su diseño. Con la muerte de Nuccio en 1997, su esposa Lilli Bertone pasó a dirigir la empresa, siendo la directora ejecutiva.
El 1 de enero de 2008 Lilli Bertone anunció que se firmó la opción de vender la empresa a Domenico Reviglio, el fundador y presidente del Gruppo Prototipo. En agosto de 2009, Fiat S.p.A adquirió Carrozzeria Bertone y su fábrica de Grugliasco.

## Automóviles y scooters diseñados por Bertone
Años 1950
- 1952 Fiat Abarth 1500 Coupé
- 1953 Arnolt-MG Convertible y Coupe
- 1953 Alfa Romeo BAT-5
- 1953 Fiat 1100 TV
- 1953 Fiat 8V Spider
- 1954 Alfa Romeo 1900 Sport Spider
- 1954 Alfa Romeo 2000 Sportiva
- 1954 Alfa Romeo BAT-7
- 1954 Alfa Romeo Giulietta Sprint
- 1954 Arnolt Aston Martin DB2/4 Spider
- 1955 Alfa Romeo BAT-9
- 1955 Arnolt-Bristol Spider y Coupe
- 1958 Abarth 1000 GT Coupé
- 1959 NSU Sport Prinz

Años 1960
- 1960 Alfa Romeo Giulietta Sprint Speciale
- 1960 Gordon-Keeble
- 1960 NSU Wankel Spider
- 1961 Aston Martin DB4 GT Jet
- 1961 Maserati 5000 GT
- 1962 Alfa Romeo 2600 Sprint
- 1962 Alfa Romeo Giulia Sprint
- 1962 Alfa Romeo Giulia Sprint Speciale
- 1962 Alfa Romeo GTA
- 1962 ASA Coupé
- 1962 BMW 3200 CS
- 1962 Ferrari 250 GT Berlinetta Lusso
- 1962 Iso Rivolta
- 1962 Simca 1000
- 1964 Alfa Romeo Canguro
- 1965 Abarth OT 1000 Spider
- 1965 Fiat 850 Spider
- 1965 Iso Grifo
- 1967 Alfa Romeo GT 1300 Junior
- 1967 Alfa Romeo Montreal
- 1967 Fiat Dino Coupé
- 1967 Lamborghini Marzal
- 1967 Lamborghini Miura
- 1967 Simca 1200S Coupé
- 1968 Alfa Romeo Carabo
- 1968 Fiat 850 Sport Spider
- 1968 Lamborghini Espada
- 1968 Lambretta Luna line: Lui, Vega & Cometa
- 1969 Iso Lele
- 1969 Lambretta GP/DL Scooter

Años 1970
- 1970 Alfa Romeo Montreal
- 1970 Lancia Stratos Zero
- 1970 Lamborghini Urraco
- 1970 BMW Garmisch 2200Ti
- 1971 Lamborghini Countach
- 1972 Lancia Stratos
- 1972 Fiat X1/9
- 1972 Citroën Camargue
- 1972 Maserati Khamsin
- 1973 NSU Trapeze
- 1974 Lamborghini Bravo
- 1974 Ferrari 208/308 GT4
- 1974 Maserati Quattroporte
- 1976 Alfa Romeo Navajo
- 1976 Ferrari Rainbow
- 1977 Volvo 262C
- 1977 Jaguar Ascot
- 1978 Fiat Ritmo
- 1978 Alfa Romeo Alfetta
- 1978 Lancia Sibilo
- 1979 Volvo Tundra

Años 1980
- 1980 Alfa Romeo Alfetta 2000
- 1980 Lamborghini Athon
- 1981 Mazda MX-81
- 1982 Citroën BX
- 1983 Alfa Romeo Delfino
- 1984 Chevrolet Corvette Ramarro
- 1985 Volvo 780
- 1986 Citroën Zabrus
- 1987 Opel Kadett Cabrio
- 1987 Škoda Favorit
- 1988 Lamborghini Genesis
- 1989 Citroën XM

Años 1990
- 1990 Lamborghini Diablo
- 1990 Chevrolet Nivola
- 1991 Citroën ZX
- 1992 Bertone Blitz
- 1992 Bertone Freeclimber
- 1993 Citroën Xantia
- 1994 Opel Astra Cabrio
- 1995 Fiat Punto Cabriolet
- 1995 Daewoo Espero

Años 2000
- 2001 Opel Astra Coupe/Cabrio
- 2003 Alfa Romeo GT
- 2003 Bertone Birusa
- 2004 Bertone Aston Martin Jet 2
- 2005 Bertone Villa
- 2006 Bertone Suagnà
- 2007 Bertone Fiat Barchetta
- 2008 Alfa Romeo BAT-11
- 2022 Bertone GB110